# 欧德里库尔
欧德里库尔（法語：Haudricourt，法語發音：[odʁikuʁ]）是法国滨海塞纳省的一个市镇，属于迪耶普区。

## 地理
欧德里库尔（49°44'0"N, 1°42'18"E）面积29.98 平方千米，位于法国诺曼底大区滨海塞纳省，该省份为法国北部沿海省份，其西部及北部濒大西洋英吉利海峡，东起顺时针与索姆省、瓦兹省、厄尔省和卡爾瓦多斯省接壤。
与欧德里库尔接壤的市镇（或旧市镇、城区）包括：拉努瓦屈耶尔、坎康普瓦弗勒济、圣瓦勒里、欧马勒、孔特维尔、克里基耶、马尔克、龙舒瓦。

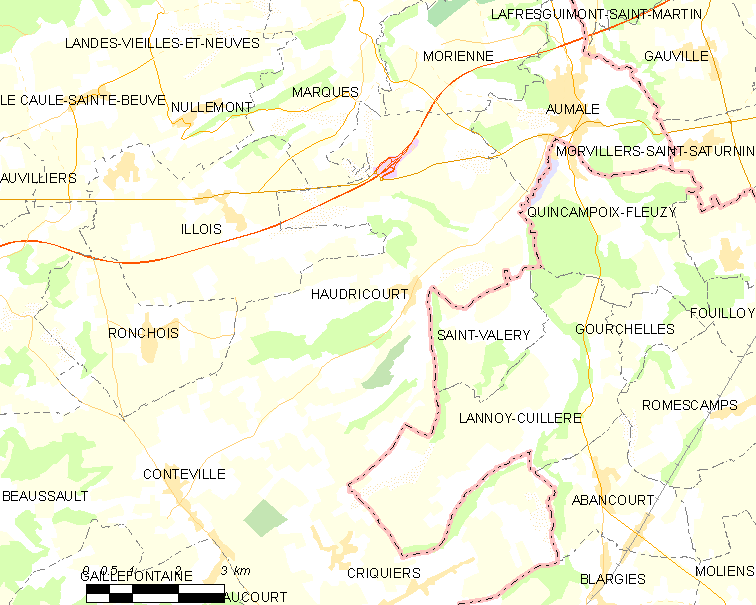
欧德里库尔的OSM定位图

欧德里库尔的时区为UTC+01:00、UTC+02:00（夏令时）。

## 行政
欧德里库尔的邮政编码为76390，INSEE市镇编码为76344。

## 政治
欧德里库尔所属的省级选区为布赖地区古尔奈县。

## 人口

1962-2008年间欧德里库尔人口变化图示

欧德里库尔于2022年1月1日时的人口数量为456人。